# Lewis Grabban
Lewis James Grabban, né le 12 janvier 1988 à Croydon, est un footballeur anglais qui évolue au poste d'attaquant.

## Carrière
Le 5 juin 2014, il rejoint Norwich City. Le 11 janvier 2016, il revient dans le club de Bournemouth.
Le 31 janvier 2017, il est prêté à Reading.
Le 26 juillet 2017, Grabban est prêté pour une saison au Sunderland AFC. Après avoir inscrit douze buts en vingt matchs en l'espace de cinq mois, Grabban retourne à Bournemouth en janvier 2018.
Le 31 janvier 2018, il est prêté pour six mois à Aston Villa. Il inscrit huit buts en dix-huit matchs avec les Villans, amenant son total à vingt buts en championnat sur toute la saison. Ces vingt buts lui permettent de terminer deuxième meilleur buteur de Championship.
Le 6 juillet 2018, Grabban quitte Bournemouth en s'engageant pour quatre saisons avec Nottingham Forest.

## Vie personnelle

### Famille
Les grands-parents maternels de Lewis Grabban sont des migrants jamaïcains arrivés en Angleterre à bord du Windrush en 1948. 

### Religion
Lewis Grabban s'est converti à l'islam en 2006. 